# Un coup de maître (film, 2023)
Pour les articles homonymes, voir Un coup de maître.
Pour plus de détails, voir Fiche technique et Distribution.
Un coup de maître est une comédie franco-belge réalisée par Rémi Bezançon et sortie en 2023.
Il s'agit d'un remake du film Un coup de maître (Mi obra maestra) de Gastón Duprat.

## Synopsis
Pour relancer la carrière d'un ami peintre, un propriétaire de galerie d'art fait croire à la mort de l'artiste.

## Fiche technique
Sauf indication contraire, les informations mentionnées dans cette section peuvent être confirmées par les bases de données cinématographiques IMDb et Allociné,  présentes dans la section « Liens externes ».
- Titre original : Un coup de maître
- Réalisation : Rémi Bezançon
- Scénario : Rémi Bezançon et Vanessa Portal, d'après l'œuvre de Andrés Duprat et Gastón Duprat
- Musique : Laurent Perez del Mar
- Décors : Clarisse d’Hoffschmidt et Milosz Martyniak
- Costumes : Élise Ancion
- Photographie : Philippe Guilbert
- Montage : Sophie Fourdrinoy
- Son : Pierre Mertens, Marc Bastien, Luc Thomas
- Production : Isabelle Grellat, Éric et Nicolas Altmayer
  - Coproduction : Geneviève Lemal et Charles-Evrard Tchekhoff
- Sociétés de production : Scope Pictures, Mandarin Cinéma et Kinovista
- Société de distribution : Zinc Film (France)
- Pays de production :  France et  Belgique
- Langue originale : français
- Format : couleur — 2,35:1
- Genre : comédie
- Durée : 95 minutes
- Dates de sortie :
  - France : 9 août 2023

## Distribution
Sauf indication contraire ou complémentaire, les informations mentionnées dans cette section proviennent du générique de fin de l'œuvre audiovisuelle présentée ici.
- Vincent Macaigne : Arthur Forestier
- Bouli Lanners : Renzo Nervi
- Bastien Ughetto : Alex
- Anaïde Rozam : Eugénie
- Aure Atika : Dudu
- Michel Nabokoff : Laveran
- Philippe Résimont : Dupont-Laval
- Ophélie Koering : l'huissière de justice